# ズッケロ
アデールモ・フォルナチャーリ（Adelmo Fornaciari、1955年9月25日 - ）は、ズッケロ（Zucchero）またはズッケロ・フォルナチャーリ（Zucchero Fornaciari）の名で知られるイタリアのシンガーソングライター。
エミリア＝ロマーニャ州レッジョ・エミリア市のロンコチェージ (Roncocesi)に生まれる。

## ディスコグラフィ

### スタジオ・アルバム
- Un po' di Zucchero (1983年)
- Zucchero & The Randy Jackson Band (1985年)
- Rispetto (1986年)
- Blue's (1987年)
- 『ズッケロ』 - Oro Incenso & Birra (1989年)
- 『ミゼレーレ』 - Miserere (1992年)
- 『ストレイ・キャット・イン・マイ・ドッグ・シティ』 - Spirito DiVino (1995年)
- Bluesugar (1998年)
- Shake (2001年)
- Fly (2006年)
- Chocabeck (2010年)
- 『キューバン・セッションズ』 - La Sesion Cubana (2012年)
- 『ブラック・キャット』 - Black Cat (2016年)
- D.O.C. (2019年)
- Discover (2021年)
- Discover II (2024年)

### ライブ・アルバム
- 『ライヴ・アット・ザ・クレムリン』 - Zucchero Live at the Kremlin (1991年)
- Live in Italy (2008年)
- 『一輪の白いバラ』 - Una Rosa Blanca (2013年)

### コンピレーション・アルバム
- 『ウィズアウト・ア・ウーマン』 - Zucchero (1990年)
- 『ザ・グレイテスト・ヒッツ』 - The Best of Zucchero Sugar Fornaciari's Greatest Hits (1996年)
- 『ズッケロと仲間たち』 - Zu & Co. (2004年)
- All the Best (2007年)
- Wanted (The Best Collection) (2017年)